# Thomisus manishae
Thomisus manishae är en spindelart som beskrevs av Gajbe 2005. Thomisus manishae ingår i släktet Thomisus och familjen krabbspindlar. Inga underarter finns listade i Catalogue of Life.